# Pavolocika, Dzerjînsk
Pavolocika (în ucraineană Паволочка) este un sat în comuna Peceanivka din raionul Dzerjînsk, regiunea Jîtomîr, Ucraina.

## Demografie
Componența lingvistică a localității Pavolocika
     Ucraineană (98,31%)
     Rusă (1,21%)
     Alte limbi (0,48%)
Conform recensământului din 2001, majoritatea populației localității Pavolocika era vorbitoare de ucraineană (98,31%), existând în minoritate și vorbitori de rusă (1,21%).